# ABAC
ABAC este o companie producătoare de echipamente cu sediul în Torino, Italia.
ABAC este unul din principalii producători de compresoare cu piston pentru piața industrială prin mărcile ABAC, BALMA și AGRE.
De asemenea este prezent și pe piața compresoarelor elicoidale prin mărcile ALUP, ABAC și BALMA.
Cifra de afaceri în 2006: 190 milioane euro
Număr de angajați în 2006: 650